# تپه شرکت هوایی
تپه شرکت هوایی مربوط به دوران‌های تاریخی پس از اسلام است و در شهرستان شوش، کیلومتر۵ جاده شوش به اندیمشک واقع شده و این اثر در تاریخ ۱ آذر ۱۳۷۸ با شمارهٔ ثبت ۲۵۰۹ به‌عنوان یکی از آثار ملی ایران به ثبت رسیده است.